# Дијего Контенто
Дијего Армандо Валентин Контенто (1. мај 1990) немачки је фудбалер који игра на позицији левог бека за Фортуну Диселдорф.

## Успеси
Бајерн Минхен
- Бундеслига: 2009/10, 2012/13, 2013/14.
- Куп Немачке: 2009/10, 2012/13, 2013/14.
- Суперкуп Немачке: 2010, 2012.
- УЕФА Лига шампиона: 2012/13.
- УЕФА суперкуп: 2013.
- Светско клупско првенство: 2013.